# Wassili Nikiforowitsch Ralzewitsch
Wassili Nikiforowitsch Ralzewitsch (* 1893 in Odessa; † 1957) war ein sowjetischer Philosoph.
Ralzewitsch studierte Anfang der 1920er-Jahre an der Kommunistischen Swerdlow-Universität, danach am Institut der Roten Professur. 1929 schloss er sich der Gruppe um Mark Borissowitsch Mitin an. Er veröffentlichte Polemiken gegen die Deborin-Gruppe und trug damit zu ihrer Zerschlagung und zur Politisierung der Philosophie in der Sowjetunion bei. Von 1933 bis 1935 war er verantwortlicher Redakteur der Leningrader Zeitschrift Литературный Ленинград. Während der Stalinschen Säuberungen verbrachte er mehrere Jahre in Haft. Nach seiner Rehabilitierung nahm er seine akademische Tätigkeit in Leningrad wieder auf.